# Galeria Green Point
Green Point – neomodernistyczna galeria handlowa w Poznaniu, na Wildzie, pomiędzy ulicami Hetmańską, Fabryczną, Pamiątkową i Madalińskiego, w pobliżu młynu Hermanka, zakładów Cegielskiego i starej zajezdni tramwajowej na ul. Madalińskiego.
Była to pierwsza duża galeria handlowa zrealizowana na Wildzie. Jest złożona z dwóch budynków: 7-kondygnacyjnego apartamentowca o powierzchni 1600 m² i dwukondygnacyjnej części handlowej o powierzchni 5000 m². Projektantem obiektu było Studio ADS, a inwestorem firma Monoblok. Nazwę kompleksu powzięto od dachu-ogrodu, wieńczącego budynek.
23 października 2009 uruchomiono tu trzecie w Polsce (po Warszawie i Międzyzdrojach) kino w technologii 5D.